# Пецкі (Підляське воєводство)
Пецкі (пол. Piecki) — село в Польщі, у гміні Філіпув Сувальського повіту Підляського воєводства.
Населення — 203 особи (2011).
У 1975-1998 роках село належало до Сувальського воєводства.

## Демографія
Демографічна структура станом на 31 березня 2011 року:
|          | Загалом | Допрацездатний вік | Працездатний вік | Постпрацездатний вік |
| -------- | ------- | ------------------ | ---------------- | -------------------- |
| Чоловіки | 107     | 22                 | 76               | 9                    |
| Жінки    | 96      | 26                 | 47               | 23                   |
| Разом    | 203     | 48                 | 123              | 32                   |